# Lijst van rijksmonumenten in Amerongen
De plaats Amerongen telt 142 inschrijvingen in het rijksmonumentenregister. Hieronder een overzicht.
| Object | Oorspronkelijke functie?  | Bouwjaar                           | Architect        | Locatie                                    | Coördinaten?                  | Nr.?   | Afbeelding |
| --- | ------------------------- | ---------------------------------- | ---------------- | ------------------------------------------ | ----------------------------- | ------ | --- |
| Het Witte Huis | Woonhuis                  | tweede kwart 19e eeuw              |                  | Burgemeester Jhr H van den Boschstraat 2   | 51° 59' 58" NB, 5° 27' 59" OL | 16829  | Meer afbeeldingen |
| Kasteel Amerongen | Kasteel, buitenplaats     | 1674-1679                          |                  | Drostestraat 20                            | 51° 59' 43" NB, 5° 27' 31" OL | 332550 | Meer afbeeldingen |
| Tuin- en Parkaanleg | Tuin, park en plantsoen   | 1676-1696                          |                  | Drostestraat bij 20                        | 51° 59' 50" NB, 5° 27' 32" OL | 332557 | Tuin- en Parkaanleg |
| Oranjerie | Tuin, park en plantsoen   | 1879-1885                          |                  | Drostestraat 22                            | 51° 59' 43" NB, 5° 27' 31" OL | 333597 | Meer afbeeldingen |
| Muren om de grote moestuin | Erfscheiding              | laatste kwart 17e eeuw             |                  | Drostestraat bij 22                        | 51° 59' 49" NB, 5° 27' 28" OL | 333598 | Muren om de grote moestuin |
| Keermuur en pergola | Erfscheiding              | laatste kwart 17e eeuw of ca. 1700 |                  | Drostestraat bij 22                        | 51° 59' 49" NB, 5° 27' 28" OL | 333599 | Keermuur en pergola |
| Putto in de grote moestuin | Straatmeubilair           |                                    |                  | Drostestraat bij 22                        | 51° 59' 49" NB, 5° 27' 32" OL | 333600 | Putto in de grote moestuin |
| Zonnewijzer in de grote moestuin | Straatmeubilair           | mogelijk ca. 1900                  |                  | Drostestraat bij 22                        | 51° 59' 49" NB, 5° 27' 28" OL | 333601 | Zonnewijzer in de grote moestuin |
| Bank | Straatmeubilair           | eerste kwart 20e eeuw              |                  | Drostestraat tegenover 22                  | 51° 59' 49" NB, 5° 27' 28" OL | 333602 | Bank |
| Borstbeeld van mercurius op muurtje | Straatmeubilair           | 18e eeuw                           |                  | Drostestraat tegenover 22                  | 51° 59' 49" NB, 5° 27' 28" OL | 333603 | Borstbeeld van mercurius op muurtje |
| Putto in de rozentuin | Straatmeubilair           |                                    |                  | Drostestraat tegenover 22                  | 51° 59' 49" NB, 5° 27' 28" OL | 333604 | Putto in de rozentuin |
| Kinderhuisje | Sport en recreatie        | begin 20e eeuw                     |                  | Drostestraat tegenover 22                  | 51° 59' 48" NB, 5° 27' 33" OL | 333605 | Meer afbeeldingen |
| Inrijhek | Erfscheiding              | 1929 (schenking)                   |                  | Overstraat tegenover 15                    | 51° 59' 53" NB, 5° 27' 33" OL | 333606 | Inrijhek |
| Bentincklantaarn | Gedenkteken               | 1919                               | Edelsmidse Brom  | Drostestraat tegenover 22                  | 51° 59' 53" NB, 5° 27' 33" OL | 333607 | Bentincklantaarn |
| Muur | Erfscheiding              | laatste kwart 17e eeuw             |                  | Drostestraat bij 22                        | 51° 59' 49" NB, 5° 27' 28" OL | 333608 | Muur |
| Hoofdinrijhek aan de Drostestraat | Erfscheiding              | laatste kwart 17e eeuw             |                  | Drostestraat bij 22                        | 51° 59' 49" NB, 5° 27' 28" OL | 333609 | Hoofdinrijhek aan de Drostestraat |
| Koetsiershuis met pomp | Bijgebouwen kastelen enz. | laatste kwart 17e eeuw             |                  | Drostestraat 12                            | 51° 59' 43" NB, 5° 27' 31" OL | 333610 | Meer afbeeldingen |
| Muren om de kleine moestuin | Grensafbakening           | laatste kwart 17e eeuw             |                  | Drostestraat bij 12                        | 51° 59' 50" NB, 5° 27' 34" OL | 333611 | Muren om de kleine moestuin |
| Brug met lantarens in de oprijweg naar het bastion                                                                                                 | Brug                      | laatste kwart 17e eeuw             |                  | Drostestraat bij 12                        | 51° 59' 50" NB, 5° 27' 34" OL | 333612 | Brug met lantarens in de oprijweg naar het bastion                                                                                                 |
| Poort op het bastion waar onderdoor de oprijweg zich voortzet                                                                                      | Erfscheiding              | laatste kwart 17e eeuw             |                  | Drostestraat tegenover 12                  | 51° 59' 47" NB, 5° 27' 34" OL | 333613 | Poort op het bastion waar onderdoor de oprijweg zich voortzet                                                                                      |
| Walmuren en lantarens van het bastion | Omwalling                 | laatste kwart 17e eeuw             |                  | Drostestraat tegenover 12                  | 51° 59' 50" NB, 5° 27' 34" OL | 333614 | Walmuren en lantarens van het bastion |
| Twee kanonnen op het bastion | Fort, vesting en -onderdl |                                    |                  | Drostestraat tegenover 12                  | 51° 59' 44" NB, 5° 27' 33" OL | 333615 | Twee kanonnen op het bastion |
| Vier putti op het bastion | Straatmeubilair           | ca. 1900                           |                  | Drostestraat tegenover 12                  | 51° 59' 46" NB, 5° 27' 34" OL | 333616 | Vier putti op het bastion |
| Twee vazen op het bastion | Straatmeubilair           |                                    |                  | Drostestraat tegenover 12                  | 51° 59' 46" NB, 5° 27' 34" OL | 333617 | Twee vazen op het bastion |
| Brug tussen bastion en voorplein | Brug                      | 1673                               |                  | Drostestraat bij 14                        | 51° 59' 45" NB, 5° 27' 35" OL | 333618 | Brug tussen bastion en voorplein |
| Stal en koetshuis met dienstwoningen | Bijgebouwen kastelen enz. | laatste kwart 17e eeuw             |                  | Drostestraat 14                            | 51° 59' 44" NB, 5° 27' 36" OL | 333619 | Stal en koetshuis met dienstwoningen |
| Poort en doorgang aan het voorplein | Erfscheiding              | laatste kwart 17e eeuw             |                  | Drostestraat bij 14                        | 51° 59' 45" NB, 5° 27' 35" OL | 333620 | Poort en doorgang aan het voorplein |
| Muren en trappen met beelden en bollen van het voorplein                                                                                           | Stoep                     | 17e eeuw                           |                  | Drostestraat tegenover 20                  | 51° 59' 44" NB, 5° 27' 33" OL | 333621 | Muren en trappen met beelden en bollen van het voorplein                                                                                           |
| Dubbele brug tussen voorplein en hoofdgebouw | Brug                      | 1678                               |                  | Drostestraat bij 20                        | 51° 59' 44" NB, 5° 27' 32" OL | 333622 | Dubbele brug tussen voorplein en hoofdgebouw |
| Klokkenstoel met bel | Straatmeubilair           | 1728                               |                  | Drostestraat tegenover 20                  | 51° 59' 44" NB, 5° 27' 33" OL | 333623 | Klokkenstoel met bel |
| Zonnewijzer op het voorplein | Straatmeubilair           | ca. 1900                           |                  | Drostestraat tegenover 20                  | 51° 59' 44" NB, 5° 27' 33" OL | 333624 | Zonnewijzer op het voorplein |
| Twee lantarens op het voorplein | Straatmeubilair           | eerste kwart 20e eeuw              |                  | Drostestraat tegenover 20                  | 51° 59' 44" NB, 5° 27' 33" OL | 333625 | Twee lantarens op het voorplein |
| Walmuur van het pad onderlangs het voorplein | Omwalling                 | laatste kwart 17e eeuw             |                  | Drostestraat tegenover 20                  | 51° 59' 44" NB, 5° 27' 32" OL | 333626 | Walmuur van het pad onderlangs het voorplein |
| Hekken aan het pad onderlangs het voorplein | Erfscheiding              | ca. 1700                           |                  | Drostestraat bij 20                        | 51° 59' 43" NB, 5° 27' 33" OL | 333627 | Hekken aan het pad onderlangs het voorplein |
| Walmuurtjes langs de binnengracht | Omwalling                 | ca. 1696                           |                  | Drostestraat bij 20                        | 51° 59' 50" NB, 5° 27' 32" OL | 333628 | Walmuurtjes langs de binnengracht |
| Muren met vaas van de oprit naast het voorplein | Erfscheiding              |                                    |                  | Drostestraat bij 18                        | 51° 59' 44" NB, 5° 27' 32" OL | 333629 | Muren met vaas van de oprit naast het voorplein |
| Twee vazen in de boulingrins in het zuidelijke parkdeel                                                                                            | Straatmeubilair           | eerste helft 19e eeuw              |                  | Drostestraat bij 18                        | 51° 59' 44" NB, 5° 27' 32" OL | 333630 | Twee vazen in de boulingrins in het zuidelijke parkdeel                                                                                            |
| Waterbassin in het zuidelijke parkdeel | Straatmeubilair           |                                    |                  | Drostestraat bij 18                        | 51° 59' 42" NB, 5° 27' 35" OL | 333631 | Waterbassin in het zuidelijke parkdeel |
| Twee vazen op het L-vormige grasveld in het zuidelijke parkdeel                                                                                    | Straatmeubilair           | eerste helft 19e eeuw              |                  | Drostestraat bij 20                        | 51° 59' 41" NB, 5° 27' 32" OL | 333632 | Twee vazen op het L-vormige grasveld in het zuidelijke parkdeel                                                                                    |
| Beeld van diana in het zuidelijke parkdeel | Straatmeubilair           | tweede helft 18e eeuw              |                  | Drostestraat bij 20                        | 51° 59' 42" NB, 5° 27' 34" OL | 333633 | Beeld van diana in het zuidelijke parkdeel |
| Paardengraf | Begraafplaats en -onderdl | 1935                               |                  | Drostestraat bij 20                        | 51° 59' 40" NB, 5° 27' 28" OL | 333634 | Paardengraf |
| Hondengraven | Begraafplaats en -onderdl | 1887 (oudste)                      |                  | Drostestraat bij 20                        | 51° 59' 45" NB, 5° 27' 25" OL | 333635 | Hondengraven |
| Prieel | Bijgebouwen kastelen enz. | 19e eeuw                           |                  | Drostestraat bij 20                        | 51° 59' 45" NB, 5° 27' 32" OL | 334176 | Prieel |
| Terrein waarin een grafheuvel | Archeologisch monument    | Neolithicum en/of Bronstijd        |                  |                                            | 52° 0' 41" NB, 5° 28' 13" OL  | 45455  | Upload foto |
| Terrein waarin een grafheuvel | Archeologisch monument    | Neolithicum en/of Bronstijd        |                  |                                            | 52° 0' 9" NB, 5° 29' 32" OL   | 45456  | Upload foto |
| Terrein waarin overblijfselen van het versterkte huis Natewisch                                                                                    | Archeologisch monument    | 13e eeuw                           |                  |                                            | 51° 58' 45" NB, 5° 23' 29" OL | 45457  | Terrein waarin overblijfselen van het versterkte huis Natewisch                                                                                    |
| Terrein waarin overblijfselen van het versterkte huis Lievendaal                                                                                   | Archeologisch monument    | 15e eeuw                           |                  |                                            | 51° 59' 50" NB, 5° 27' 48" OL | 45458  | Meer afbeeldingen |
| Boerderij wayestein | Boerderij                 | vermoedelijk 1710                  |                  | Zuylesteinseweg 18                         | 51° 59' 49" NB, 5° 26' 46" OL | 455496 | Meer afbeeldingen |
| Stalgebouw boerderij wayestein | Boerderij                 | 18e eeuw                           |                  | Zuylesteinseweg bij 18                     | 51° 59' 49" NB, 5° 26' 46" OL | 455555 | Stalgebouw boerderij wayestein |
| Historische tuin- en parkaanleg, voor zover gelegen in de gemeente leersum                                                                         | Tuin, park en plantsoen   | 1600-1900                          |                  | Zuylesteinseweg bij 18                     | 52° 0' 30" NB, 5° 26' 54" OL  | 455630 | Upload foto |
| Maallust | Industrie- en poldermolen | 1830                               |                  | Burgemeester Jhr H van den Boschstraat 85  | 52° 0' 1" NB, 5° 27' 23" OL   | 500767 | Meer afbeeldingen |
| Algemene begraafplaats | Begraafplaats en -onderdl | 1827                               |                  | t/o Amerongse berg                         | 51° 59' 56" NB, 5° 28' 4" OL  | 509294 | Algemene begraafplaats |
| Baarhuisje | Begraafplaats en -onderdl | 1880-1890                          |                  | op begraafplaats (bij)                     | 51° 59' 56" NB, 5° 28' 4" OL  | 509295 | Baarhuisje |
| Grafmonument van de familie Van Reede Ginkel | Begraafplaats en -onderdl | 19e eeuw                           | Christiaan Kramm | op begraafplaats (bij)                     | 51° 59' 56" NB, 5° 28' 4" OL  | 509296 | Grafmonument van de familie Van Reede Ginkel |
| Grafmonument van de familie Bentinck | Begraafplaats en -onderdl | 1927                               | J.H. Pothoven    | op begraafplaats (bij)                     | 51° 59' 56" NB, 5° 28' 6" OL  | 509297 | Grafmonument van de familie Bentinck |
| Tabaksschuur | Opslag                    | 1808                               |                  | Kersweg bij 28                             | 51° 59' 51" NB, 5° 27' 11" OL | 509298 | Meer afbeeldingen |
| Houtopslagloods | Opslag                    | 1880-1900                          |                  | Overstraat 56                              | 51° 59' 56" NB, 5° 27' 19" OL | 509299 | Meer afbeeldingen |
| Met pannen gedekte houten tabaksschuur met beweegbaar ventilatie-systeem                                                                           | Opslag                    |                                    |                  | Bergjessteeg                               | 52° 0' 4" NB, 5° 28' 16" OL   | 7712   | Met pannen gedekte houten tabaksschuur met beweegbaar ventilatie-systeem                                                                           |
| Langwerpige gepotdekselde schuur onder met pannen gedekt zadeldak                                                                                  | Boerderij                 |                                    |                  | Bergweg 25                                 | 52° 0' 43" NB, 5° 28' 16" OL  | 7713   | Meer afbeeldingen |
| Koepel op de hazenberg | Tuin, park en plantsoen   |                                    |                  | Bergweg 6                                  | 52° 0' 34" NB, 5° 28' 3" OL   | 7714   | Meer afbeeldingen |
| Rode Hert | Horeca                    | begin 19e eeuw                     |                  | Burgemeester Jhr H van den Boschstraat 1   | 51° 59' 58" NB, 5° 27' 55" OL | 7715   | Meer afbeeldingen |
| Vossenhof | Woonhuis                  | 18e eeuw                           |                  | Burgemeester Jhr H van den Boschstraat 5   | 51° 59' 58" NB, 5° 27' 53" OL | 7716   | Meer afbeeldingen |
| Laag huis, dak ter weerszijden in topgevels eindigend                                                                                              | Woonhuis                  | 18e eeuw                           |                  | Burgemeester Jhr H van den Boschstraat 11  | 51° 59' 58" NB, 5° 27' 49" OL | 7717   | Meer afbeeldingen |
| Buitenlust | Woonhuis                  | 18e/19e eeuw                       |                  | Burgemeester Jhr H van den Boschstraat 13  | 51° 59' 58" NB, 5° 27' 48" OL | 7718   | Meer afbeeldingen |
| Schoutenstee | Woonhuis                  | 18e eeuw                           |                  | Burgemeester Jhr H van den Boschstraat 37  | 51° 59' 57" NB, 5° 27' 38" OL | 7719   | Meer afbeeldingen |
| Gepleisterde boerderij met brede topgevel, aan de straat                                                                                           | Boerderij                 | 19e eeuw                           |                  | Burgemeester Jhr H van den Boschstraat 39  | 51° 59' 58" NB, 5° 27' 38" OL | 7720   | Meer afbeeldingen |
| Woonhuis annex smederij | Werk-woonhuis             | 19e eeuw                           |                  | Burgemeester Jhr H van den Boschstraat 41  | 51° 59' 58" NB, 5° 27' 37" OL | 7721   | Meer afbeeldingen |
| Tabaksboerderij, brede topgevel aan de straat, van het amerongse type                                                                              | Boerderij                 | begin 19e eeuw                     |                  | Burgemeester Jhr H van den Boschstraat 55  | 51° 59' 59" NB, 5° 27' 31" OL | 7722   | Meer afbeeldingen |
| Schuur | Opslag                    | 19e eeuw                           |                  | Burgemeester Jhr H van den Boschstraat 73  | 51° 59' 60" NB, 5° 27' 26" OL | 7723   | Meer afbeeldingen |
| Boerderij, brede topgevel aan de straatzijde, luiken aan de vensters                                                                               | Boerderij                 | begin 19e eeuw                     |                  | Burgemeester Jhr H van den Boschstraat 105 | 52° 0' 2" NB, 5° 27' 16" OL   | 7724   | Meer afbeeldingen |
| 't Klooster | Woonhuis                  | 18e eeuw                           |                  | Burgemeester Jhr H van den Boschstraat 24  | 51° 59' 57" NB, 5° 27' 50" OL | 7725   | Meer afbeeldingen |
| Boerderij uit de 19e eeuw | Boerderij                 | 19e eeuw                           |                  | Burgemeester Jhr H van den Boschstraat 30  | 51° 59' 57" NB, 5° 27' 49" OL | 7726   | Meer afbeeldingen |
| Hoog royaal pakhuis met poort en recht overstekend dak                                                                                             | Opslag                    |                                    |                  | Burgemeester Jhr H van den Boschstraat 44  | 51° 59' 56" NB, 5° 27' 43" OL | 7727   | Meer afbeeldingen |
| Schuur, met pannen zadeldak tussen stenen puntgevels en gepotdekselde zijwanden                                                                    | Opslag                    | 19e eeuw                           |                  | Burgemeester Jhr H van den Boschstraat 64  | 51° 59' 57" NB, 5° 27' 34" OL | 7728   | Meer afbeeldingen |
| Gepleisterd huis met lage verdieping onder zadeldak                                                                                                | Werk-woonhuis             | ca. 1870                           |                  | Burgemeester Jhr H van den Boschstraat 66  | 51° 59' 57" NB, 5° 27' 33" OL | 7729   | Meer afbeeldingen |
| Schuur | Opslag                    | 19e eeuw                           |                  | Burgemeester Jhr H van den Boschstraat 72  | 51° 59' 58" NB, 5° 27' 30" OL | 7730   | Meer afbeeldingen |
| Pand zonder verdieping, onder zadeldak | Woonhuis                  | derde kwart 19e eeuw               |                  | Burgemeester Jhr H van den Boschstraat 74  | 51° 59' 58" NB, 5° 27' 29" OL | 7731   | Meer afbeeldingen |
| Boerderij, brede topgevel aan de straatzijde, luiken aan de vensters, amerongs type                                                                | Boerderij                 | begin 19e eeuw                     |                  | Burgemeester Jhr H van den Boschstraat 92  | 51° 59' 59" NB, 5° 27' 23" OL | 7732   | Meer afbeeldingen |
| Huis zonder verdieping | Industrie                 | tweede kwart 19e eeuw              |                  | Donkerstraat 7                             | 51° 59' 54" NB, 5° 27' 24" OL | 7733   | Meer afbeeldingen |
| Zwart geteerde houten tabaksschuur | Opslag                    | 18e eeuw                           |                  | Donkerstraat 25                            | 51° 59' 51" NB, 5° 27' 19" OL | 7734   | Zwart geteerde houten tabaksschuur |
| Eenvoudige boerderij | Boerderij                 |                                    |                  | Donkerstraat 27                            | 51° 59' 50" NB, 5° 27' 19" OL | 7735   | Meer afbeeldingen |
| Eenvoudige boerderij | Boerderij                 | midden 19e eeuw                    |                  | Donkerstraat 22                            | 51° 59' 52" NB, 5° 27' 25" OL | 7736   | Meer afbeeldingen |
| Drostehuis | Woonhuis                  | 1675                               |                  | Drostestraat 27                            | 51° 59' 49" NB, 5° 27' 24" OL | 7737   | Meer afbeeldingen |
| Boerderij, langhuis met topgevel en gesneden daklijst                                                                                              | Boerderij                 | 19e eeuw                           |                  | Drostestraat 31                            | 51° 59' 49" NB, 5° 27' 22" OL | 7738   | Meer afbeeldingen |
| Den Rooden Leeuw | Horeca                    | 1794                               |                  | Drostestraat 35                            | 51° 59' 49" NB, 5° 27' 21" OL | 7739   | Den Rooden Leeuw |
| Schuur De Kromme Hoek | Opslag                    | 19e eeuw                           |                  | Drostestraat 35                            | 51° 59' 49" NB, 5° 27' 21" OL | 7740   | Meer afbeeldingen |
| Eenvoudig huis met topgevel | Woonhuis                  |                                    |                  | Gasthuisstraat 1                           | 51° 59' 53" NB, 5° 27' 31" OL | 7745   | Meer afbeeldingen |
| Eenvoudige boerderij, langhuis, met topgevel | Boerderij                 | 19e eeuw                           |                  | Gasthuisstraat 2                           | 51° 59' 51" NB, 5° 27' 31" OL | 7746   | Meer afbeeldingen |
| Schuur, bestaande uit een korte en een lange beuk, op stenen onderbouw, opgetrokken van gepotdekselde houten delen en gedekt met pannen zadeldaken | Bijgebouwen kastelen enz. | 19e eeuw                           |                  | Gasthuisstraat 4                           | 51° 59' 51" NB, 5° 27' 31" OL | 7747   | Schuur, bestaande uit een korte en een lange beuk, op stenen onderbouw, opgetrokken van gepotdekselde houten delen en gedekt met pannen zadeldaken |
| Lage huisjes met kruisvensters | Woonhuis                  |                                    |                  | Gasthuisstraat 14                          | 51° 59' 53" NB, 5° 27' 28" OL | 7748   | Meer afbeeldingen |
| Lage woning, topgevel, vensterluiken | Boerderij                 | waarschijnlijk 17e eeuw            |                  | Gasthuisstraat 22                          | 51° 59' 53" NB, 5° 27' 26" OL | 7749   | Meer afbeeldingen |
| Laag langgerekt woonhuis | Woonhuis                  |                                    |                  | Hof 2                                      | 51° 59' 55" NB, 5° 27' 38" OL | 7750   | Meer afbeeldingen |
| Laag langgerekt woonhuis | Boerderij                 |                                    |                  | Hof 4                                      | 51° 59' 55" NB, 5° 27' 39" OL | 7751   | Meer afbeeldingen |
| Huis met gepleisterde lijstgevel met poortdoorgang                                                                                                 | Bijgebouwen kastelen enz. |                                    |                  | Hof 7                                      | 51° 59' 53" NB, 5° 27' 38" OL | 7752   | Meer afbeeldingen |
| Huis met lage gevel met rechte kroonlijst | Woonhuis                  |                                    |                  | Hof 9                                      | 51° 59' 52" NB, 5° 27' 38" OL | 7753   | Meer afbeeldingen |
| Huis met gepleisterde gevel met rechte lijst | Woonhuis                  | 17e eeuw                           |                  | Hof 11                                     | 51° 59' 52" NB, 5° 27' 38" OL | 7754   | Meer afbeeldingen |
| Andrieskerk | Kerk en kerkonderdeel     | 12e eeuw                           |                  | Hof 16                                     | 51° 59' 53" NB, 5° 27' 42" OL | 7755   | Meer afbeeldingen |
| Toren van de Andrieskerk | Kerk en kerkonderdeel     | 1527                               |                  | Hof 16                                     | 51° 59' 52" NB, 5° 27' 41" OL | 7756   | Meer afbeeldingen |
| Gietijzeren pomp | Straatmeubilair           | 19e eeuw                           |                  | Pomp hof                                   | 51° 59' 54" NB, 5° 27' 41" OL | 7757   | Meer afbeeldingen |
| Rodestein | Boerderij                 | 18e eeuw                           |                  | Kersweg 28                                 | 51° 59' 52" NB, 5° 27' 13" OL | 7758   | Meer afbeeldingen |
| Eerste Veertig Gaarden | Boerderij                 | 1657 (jaartal)                     |                  | Lekdijk 5                                  | 51° 59' 19" NB, 5° 25' 36" OL | 7759   | Meer afbeeldingen |
| De Ark | Boerderij                 | 18e eeuw                           |                  | Lekdijk 2                                  | 51° 59' 32" NB, 5° 26' 7" OL  | 7760   | Meer afbeeldingen |
| Natewisch | Kasteel, buitenplaats     | middeleeuwen                       |                  | Lekdijk 21                                 | 51° 58' 45" NB, 5° 23' 29" OL | 7761   | Meer afbeeldingen |
| Dwarshuisje onder zadeldak tussen puntgevels | Woonhuis                  | midden 19e eeuw                    |                  | Nederstraat 3                              | 51° 59' 51" NB, 5° 27' 41" OL | 7762   | Meer afbeeldingen |
| Laag huisje onder zadeldak, deel uitmakend van het complex 9-11                                                                                    | Woonhuis                  |                                    |                  | Nederstraat 7                              | 51° 59' 51" NB, 5° 27' 42" OL | 7763   | Meer afbeeldingen |
| Laag huisje onder zadeldak, deel uitmakend van het pand nr 7                                                                                       | Boerderij                 |                                    |                  | Nederstraat 9                              | 51° 59' 52" NB, 5° 27' 43" OL | 7764   | Meer afbeeldingen |
| Huis van twee verdiepingen | Woonhuis                  | 19e eeuw                           |                  | Nederstraat 13                             | 51° 59' 52" NB, 5° 27' 44" OL | 7765   | Meer afbeeldingen |
| Bakstenen tuinmuur met rollaag | Erfscheiding              | 18e eeuw                           |                  | Nederstraat bij 13                         | 51° 59' 52" NB, 5° 27' 44" OL | 7766   | Meer afbeeldingen |
| Van outs De Roos | Boerderij                 | eerste helft 19e eeuw              |                  | Nederstraat 19                             | 51° 59' 53" NB, 5° 27' 45" OL | 7767   | Meer afbeeldingen |
| Eenvoudig laag huisje gedekt door zadeldak, deel uitmakend van het complex 4, 6, 8 en 10, onder rechte kroonlijst                                  | Woonhuis                  |                                    |                  | Nederstraat 2                              | 51° 59' 53" NB, 5° 27' 43" OL | 7768   | Meer afbeeldingen |
| Eenvoudig laag huisje gedekt door zadeldak, deel uitmakend van het complex 2, 6, 8 en 10, onder rechte kroonlijst                                  | Woonhuis                  |                                    |                  | Nederstraat 4                              | 51° 59' 53" NB, 5° 27' 44" OL | 7769   | Meer afbeeldingen |
| Eenvoudig laag huisje, gedekt door zadeldak, deel uitmakend van het complex 2, 4, 8 en 10, onder rechte kroonlijst                                 | Woonhuis                  |                                    |                  | Nederstraat 6                              | 51° 59' 53" NB, 5° 27' 44" OL | 7770   | Meer afbeeldingen |
| Eenvoudige lage huisjes, gedekt door zadeldak, deel uitmakend van het complex 2, 4 en 6, onder rechte kroonlijst                                   | Woonhuis                  |                                    |                  | Nederstraat 8                              | 51° 59' 53" NB, 5° 27' 44" OL | 7771   | Meer afbeeldingen |
| Huis met gevel met rechte kroonlijst | Woonhuis                  |                                    |                  | Overstraat 1                               | 51° 59' 55" NB, 5° 27' 38" OL | 7772   | Meer afbeeldingen |
| Walburg | Woonhuis                  |                                    |                  | Overstraat 2                               | 51° 59' 53" NB, 5° 27' 35" OL | 7773   | Meer afbeeldingen |
| Langgerekt woonhuis met topgevel aan de straatzijde                                                                                                | Woonhuis                  | 19e eeuw                           |                  | Overstraat 6                               | 51° 59' 54" NB, 5° 27' 33" OL | 7774   | Meer afbeeldingen |
| Gepleisterd herenhuis, rechte kroonlijst, dak in topgevels aan weerszijde eindigend, door ingrijpende verbouwing oude ingang verplaatst            | Woonhuis                  | begin 19e eeuw                     |                  | Overstraat 7                               | 51° 59' 55" NB, 5° 27' 36" OL | 7775   | Meer afbeeldingen |
| Eenvoudig huis met rechte kroonlijst | Woonhuis                  |                                    |                  | Overstraat 14                              | 51° 59' 55" NB, 5° 27' 30" OL | 7776   | Meer afbeeldingen |
| Eenvoudig huis deels met rechte kroonlijst deels topgevel                                                                                          | Werk-woonhuis             |                                    |                  | Overstraat 16                              | 51° 59' 55" NB, 5° 27' 30" OL | 7777   | Meer afbeeldingen |
| Huis met lage gevel met rechte kroonlijst, aan de korte zijden topgevels                                                                           | Woonhuis                  |                                    |                  | Overstraat 17                              | 51° 59' 55" NB, 5° 27' 33" OL | 7778   | Meer afbeeldingen |
| Hoogerwerf | Woonhuis                  | 19e eeuw (achterzijde)             |                  | Overstraat 25                              | 51° 59' 56" NB, 5° 27' 31" OL | 7779   | Meer afbeeldingen |
| Lindenhof | Woonhuis                  | vroeg-19e eeuw                     |                  | Overstraat 27                              | 51° 59' 57" NB, 5° 27' 30" OL | 7780   | Meer afbeeldingen |
| Huis met langgerekt gevel | Woonhuis                  |                                    |                  | Overstraat 29                              | 51° 59' 56" NB, 5° 27' 29" OL | 7781   | Meer afbeeldingen |
| Eenvoudige topgevel dwars op boerderij | Boerderij                 |                                    |                  | Overstraat 39                              | 51° 59' 57" NB, 5° 27' 27" OL | 7782   | Meer afbeeldingen |
| Gepleisterd huis met verdiepingen en pannen schilddak                                                                                              | Woonhuis                  | eerste helft 19e eeuw              |                  | Overstraat 42                              | 51° 59' 56" NB, 5° 27' 22" OL | 7783   | Meer afbeeldingen |
| Huis met langgerekte gevel | Woonhuis                  |                                    |                  | Overstraat 31                              | 51° 59' 56" NB, 5° 27' 29" OL | 7784   | Meer afbeeldingen |
| Boerderij op T-vormige plattegrond | Boerderij                 | midden 19e eeuw                    |                  | Overstraat 36                              | 51° 59' 55" NB, 5° 27' 23" OL | 7785   | Meer afbeeldingen |
| Boerderij met dwars woonhuis en loodrecht daarachter gebouwde stal, blijkens jaartalsteentje in het woonhuis                                       | Boerderij                 | 1843                               |                  | Rijksstraatweg 4                           | 51° 59' 59" NB, 5° 28' 3" OL  | 7786   | Meer afbeeldingen |
| Waardmanshuis | Boerderij                 | 1855                               |                  | Rijnsteeg 1                                | 51° 59' 19" NB, 5° 27' 27" OL | 7787   | Meer afbeeldingen |
| Met pannen gedekte houten tabaksschuur met beweegbaar ventilatiesysteem                                                                            | Opslag                    |                                    |                  | Veenseweg                                  | 51° 59' 59" NB, 5° 28' 21" OL | 7788   | Met pannen gedekte houten tabaksschuur met beweegbaar ventilatiesysteem                                                                            |
| Met pannen gedekte houten tabaksschuur met beweegbaar ventilatie-systeem                                                                           | Opslag                    |                                    |                  | Veenseweg                                  | 51° 59' 59" NB, 5° 28' 32" OL | 7789   | Meer afbeeldingen |
| Met pannen gedekte houten tabaksschuur met beweegbaar ventilatie-systeem                                                                           | Opslag                    |                                    |                  | Rijksstraatweg bij 36                      | 51° 59' 53" NB, 5° 28' 20" OL | 7790   | Met pannen gedekte houten tabaksschuur met beweegbaar ventilatie-systeem                                                                           |
| Gepleisterde woning, dak aan weerszijden in topgevels eindigend                                                                                    | Woonhuis                  | 18e eeuw                           |                  | Zandvoort 1                                | 51° 59' 54" NB, 5° 27' 48" OL | 9136   | Meer afbeeldingen |
| Gepleisterd laag huis, boerderij, luiken aan de ramen, brede topgevel                                                                              | Boerderij                 | 1659                               |                  | Zandvoort 3                                | 51° 59' 54" NB, 5° 27' 47" OL | 9905   | Gepleisterd laag huis, boerderij, luiken aan de ramen, brede topgevel                                                                              |
| Damsluis In het Valleikanaal bij het Werk a/d Rooden Haan                                                                                          | Waterkering en -doorlaat  | 1847                               |                  | Slaperdijk                                 | 52° 2' 25" NB, 5° 31' 43" OL  | 528634 | Damsluis In het Valleikanaal bij het Werk a/d Rooden Haan                                                                                          |
| Kazemat GL118 op de liniedijk langs de A12 | Kazemat                   | 1939-1940                          |                  | Heuvelsesteeg                              | 52° 2' 55" NB, 5° 29' 25" OL  | 528635 | Kazemat GL118 op de liniedijk langs de A12 |
| Kazemat GL120 op de liniedijk langs de A12 | Kazemat                   | 1939-1940                          |                  | De Grift                                   | 52° 2' 52" NB, 5° 30' 1" OL   | 528636 | Kazemat GL120 op de liniedijk langs de A12 |
| Kazemat GL121 op de liniedijk langs de A12 | Kazemat                   | 1939-1940                          |                  | De Grift                                   | 52° 2' 51" NB, 5° 30' 11" OL  | 528637 | Kazemat GL121 op de liniedijk langs de A12 |
| Kazemat GL122 op de liniedijk langs de A12 | Kazemat                   | 1939-1940                          |                  | De Grift                                   | 52° 2' 51" NB, 5° 30' 17" OL  | 528638 | Kazemat GL122 op de liniedijk langs de A12 |
| Kazemat GL125 op de liniedijk langs de A12 | Kazemat                   | 1939-1940                          |                  | De Grift                                   | 52° 2' 49" NB, 5° 30' 50" OL  | 528639 | Kazemat GL125 op de liniedijk langs de A12 |
| Kazemat GL126 op de liniedijk langs de A12 | Kazemat                   | 1939-1940                          |                  | De Grift                                   | 52° 2' 48" NB, 5° 30' 58" OL  | 528640 | Kazemat GL126 op de liniedijk langs de A12 |
| Groeperkade Amerongen | Open verdedigingswerk     | 1745                               |                  |                                            | 52° 3' 5" NB, 5° 30' 24" OL   | 528677 | Groeperkade Amerongen |